# Grotta di Trois-Frères
La grotta di Trois-Frères è una delle più famose grotte del sudovest della Francia, conosciuta per le sue pitture rupestri. Si trova a Montesquieu-Avantès, nel dipartimento di Ariège.
La grotta fa parte di un complesso ipogeo formato dal fiume Volp, che attraversa quella zona.
Le pitture sembrano risalire a circa il 13.000 a.C.
La grotta prende il nome dai tre figli del conte Bégouen che la scoprirono nel 1914 (in francese trois frères significa "tre fratelli"). I disegni della grotta vennero resi famosi con le pubblicazioni dell'abate Henri Breuil.

## Graffiti
Più che dal punto di vista artistico, le raffigurazioni di questa grotta sono eccezionalmente significative per la conoscenza delle credenze e dei riti magico-religiosi di quelle genti. Le figure rappresentano con estremo naturalismo animali (cavalli, buoi, bisonti, renne, mammut, ecc.) eseguiti con una incisione profonda ma sottilissima, e sovrapposti l'uno all'altro in un groviglio di linee a prima vista indecifrabile.
Lo scopo prevalentemente magico di queste figure è attestato dalla presenza di esseri fantastici, fra i quali molto noto è il cosiddetto Stregone. Questa figura, collocata più in alto delle altre, è in parte graffita e in parte dipinta: ha il corpo di un cavallo, e la testa, con occhi rotondi e becco quasi di uccello, è incorniciata da una fluente barba e sormontata da corna di cervo. 
È incerto se si tratti di un uomo mascherato, intento a qualche pratica magico-propiziatoria, o di una immagine divina.